# Teplovod

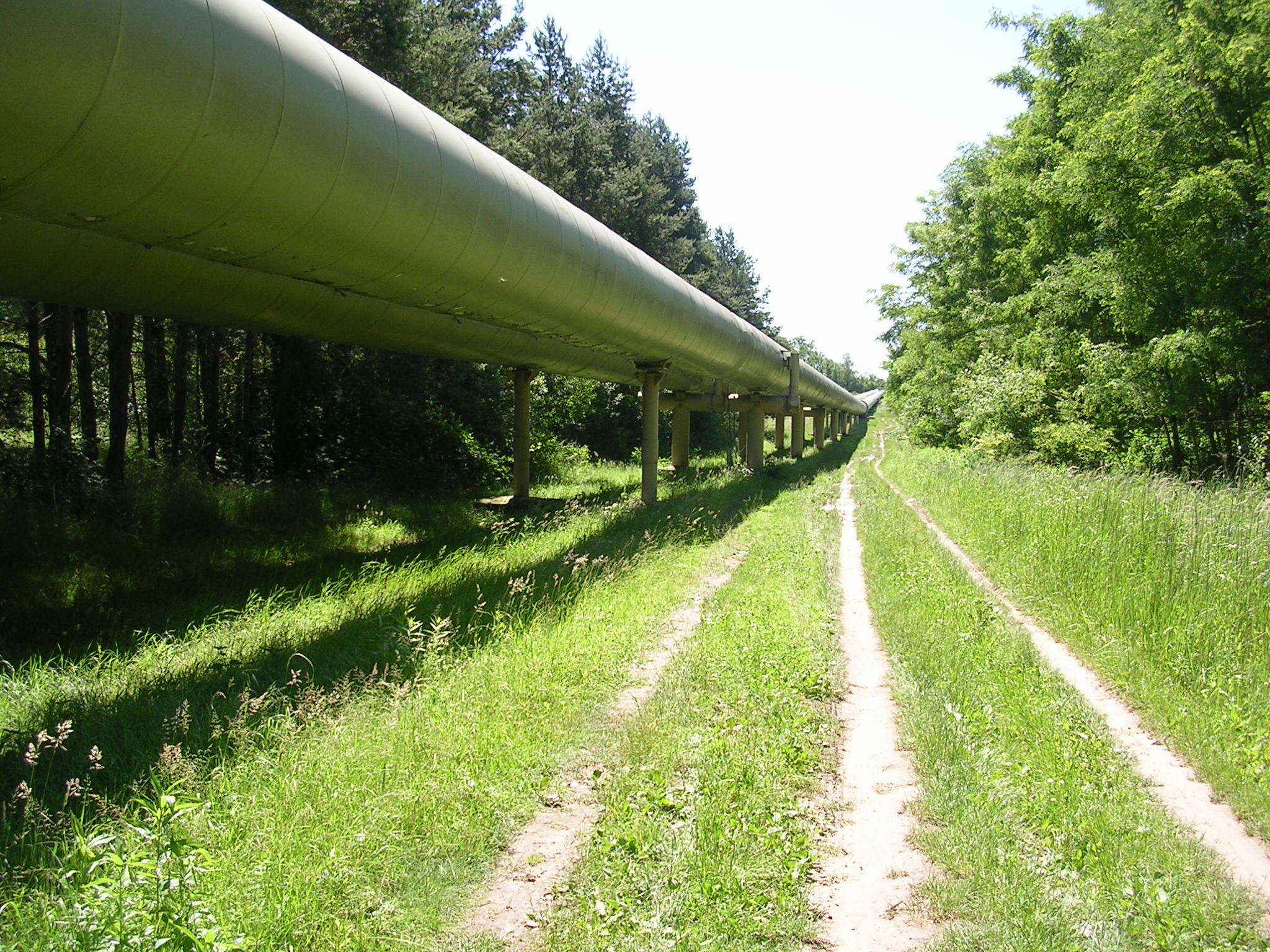
Tepelný napáječ Mělník-Praha

Dálkový teplovod je technologické zařízení, které slouží k dopravě tepla využívaného k vytápění obytných a veřejných budov nebo celých měst. Teplo je vedeno v potrubí, které je opatřeno izolační vrstvou, aby nedocházelo k jeho úniku. K těmto účelům je nejčastěji využíváno odpadní teplo, jako teplonosné médium se obvykle používá teplá voda, což se označuje jako horkovod, respektive horká vodní pára, v takovémto případě pak lze teplovod označit i slovem parovod.
Potrubí parovodu je opatřeno stříškou proti usazování sněhu. Na pravidelných úsecích jsou do potrubí vloženy kompenzátory (dilatační smyčky nebo vlnovce atp.), které umožňují tepelnou dilataci, tj. změnu délky potrubí vlivem tepla.
Ochranné pásmo teplovodu je 2,5 metru široké.

## Zdroje tepla
- z jaderných elektráren – využívá se teplo ze sekundárního chladicího okruhu elektrárny. V České republice například je takto vytápěn Týn nad Vltavou[2] a České Budějovice[3][4][5] z JE Temelín, uvažovalo se (již v roce 1976),[6] stavělo v letech 1990-1991[7] a znovu se uvažuje i o vytápění Brna[8] z JE Dukovany.
- z uhelných elektráren – využívá se odpadní teplo z chladicího okruhu. V České republice je například takto zajištěn přívod tepla pro Chomutov z TE Prunéřov a pro Prahu tepelným napáječem Mělník – Praha z TE Mělník.